# うつ病九段 プロ棋士が将棋を失くした一年間
『うつ病九段 プロ棋士が将棋を失くした一年間』（うつびょうくだん プロきしがしょうぎをなくしたいちねんかん）は、日本の将棋棋士・先崎学によるノンフィクション書籍。文藝春秋より2018年7月13日に刊行された。将棋界を牽引する棋士が、うつ病の発症から回復までの経緯を自ら克明に綴った闘病記。
『うつ病九段』と題して2019年に漫画化およびラジオドラマ化、2020年にテレビドラマ化された。

## あらすじ
かつて「天才」と称された将棋棋士・先崎学九段はある朝目覚めると、昨日まで正常に動作していた頭や身体に、かすかな異変を覚える。日を追うごとにそれらは一方的に悪化し、対局でも思考がまとまらず負けを重ねるばかりか、数週間のうちに日常生活を送ることも困難となった。
精神科を営む兄に診せると「うつ病だ」と告げられる。原因は将棋界に起こった騒動の仲介、将棋映画の宣伝イベントへの参加など、慌ただしい日々の中で積み重なった精神的な疲労であった。不戦敗を嫌がり入院を拒む先崎だったが、兄はうつ病の恐ろしさを先崎に話し、説得する。結果、将棋連盟に休場届を提出、入院することが決まった。ここから一年近くにわたり続くことになる闘病生活が始まる。

## 書誌情報
- うつ病九段 プロ棋士が将棋を失くした一年間（2018年7月13日、文藝春秋、ISBN 978-4-16-390893-9）
- うつ病九段 プロ棋士が将棋を失くした一年間（2020年7月8日、文春文庫、ISBN 978-4-16-791533-9）

## 漫画
『うつ病九段』と題し河井克夫の絵でコミカライズされ、ウェブサイト「文春オンライン」にて2019年7月7日から2020年2月16日まで毎週日曜日に全25話で配信、文藝春秋より2020年4月24日に刊行された。

### 書誌情報（漫画）
『うつ病九段』先崎学（原作）、河井克夫（漫画）、文藝春秋、2020年4月24日。ISBN 978-4-16-391200-4

## ラジオドラマ
『うつ病九段』のタイトルでラジオドラマ化され、NHK-FM『FMシアター』で2019年7月13日の22時から22時50分に放送、令和元年度文化庁芸術祭参加作品として同枠で同年10月19日に再放送された。

### キャスト（ラジオドラマ）
- 先崎学九段 - 津田寛治[8]
- 先崎の妻 - 鈴木杏樹[9]
- 先崎の兄 - 朝倉伸二
- 中村太地 - 窪塚俊介
- 田中悠一 - 児島功一
- 中原誠 - 陰山泰
- 米長夫人 - 立石涼子
- 山内慶太郎
- 島崎裕気
- 西ノ園達大
- NHK東京児童劇団

### スタッフ（ラジオドラマ）
- 原作 - 先崎学[10]
- 脚色 - 小松與志子
- 音楽 - おかもとだいすけ
- 演出 - 吉田浩樹
- 技術 - 山賀勉
- 効果 - 伊東珠里

## テレビドラマ
『うつ病九段』と題してテレビドラマ化され、「特集ドラマ」としてNHK BSプレミアムで2020年12月20日に放送された。主演は安田顕。
2020年9月に東京都内近郊にて撮影。

### キャスト（テレビドラマ）
- 先崎学 - 安田顕
- 先崎繭 - 内田有紀
- 先崎春香 - 南沙良
- 先崎章 - 高橋克実
- 中村太地 - 渡部豪太
- 鈴木大介 - 宇梶剛士
- 佐藤康光 - 前川泰之
- 羽生善治 - 土屋伸之[15]
- 藤井聡太 - 鈴木福[15]
- 田中悠一 - 永嶋柊吾
- 米長明子 - 高畑淳子
- 佐々木 - 寺島進
- めぐみ - 福地桃子
- 山崎看護師 - 野口かおる
- 大久保医師 - 湯江タケユキ
- 水野サキ - ついひじ杏奈
- 加藤桃子 - 伊藤梨沙子
- 渡辺和史 - きづき
- 村中秀史 - 石田亮介
- イベント司会者 - 宇賀なつみ
- 山田ルイ53世
- 金剛地武志
- 住吉晃典
- 増田修一朗
- 奥村優希
- 児島功一
- 奥田一摩
- 鈴木翔吾
- 中村真知子

### スタッフ（テレビドラマ）
- 原作 - 先崎学『うつ病九段』
- 作 - 小松與志子
- 音楽 - 和田貴史
- 制作統括 - 磯智明
- プロデューサー - 大杉太郎、宇佐川隆史
- 演出 - 吉田浩樹
- 医事監修 - 三村將
- 将棋指導 - 藤森哲也五段、渡辺和史四段（日本将棋連盟）
- 囲碁指導 - 桑原陽子六段（日本棋院）
- 吹奏楽指導 - 川畑真一
- 資料提供 - 日本将棋連盟、日本棋院、米長明子、映画「3月のライオン」製作委員会
- 取材協力 - うつの家族の会、みなと
- タイトル制作 - 松尾豪、タナカ

### 吹奏楽演奏（モーツァルト『クラリネット協奏曲』）
- 指揮： 川畑真一
- ソリスト：大川遥
- クラリネット：井山夏実　野辺かれん　亀谷有紀　田中そよ香　森みく　春田傑
- フルート：多久和怜子　杉山翼　鎌倉有里
- ファゴット：廣幡敦子　大島理恵子
- ホルン：豊田実加　豊田万紀
- コントラバス：竹岡きなり